# 北大阪電気鉄道1形電車
北大阪電気鉄道1形電車（きたおおさかでんきてつどう1がたでんしゃ） は、阪急電鉄の前身のひとつである北大阪電気鉄道が開業時の1921年に8両製造した、小型木造車体の電車である。

## 概要
阪急京都・千里線の前身となる北大阪電気鉄道は、1921年4月1日に十三 - 豊津間7.6kmを開業させ、豊津 - 千里山間も同年10月26日に開業した。1921年4月の十三 - 豊津間開業に合わせて製造されたのが1形で、1921年3月に1 - 8の8両が梅鉢鉄工所において製造された。

## 仕様
阪神急行電鉄の37形とほぼ同一の設計であり、組み立ても宝塚線の池田車庫で行われた。
車体は木造で、全長は約11.4mと、阪急37形とほとんど変わりがないが、定員は78名で37形の65名から増加している。前面窓配置は緩やかな曲面を描いた平妻の前面に3枚窓を配したデザインで、これも37形と同じである。屋根は明り取り窓のついた二重屋根で、37形とは異なり戸袋窓の上にトルペード形ベンチレーターを取り付けている。座席はロングシートである。連結器はねじ式で両サイドにバッファーを備えるが、全線専用軌道であることから、37形とは異なりフェンダーを装備していない。
主電動機はゼネラル・エレクトリック社製GE-203Pを2基搭載した。制御器は直接制御のGE-K-39-Cを搭載したが、37形とは異なり弱め界磁つきではない。台車はJ.G.Brill社製Brill 76-Eを履き、集電装置は当時標準のトロリーポールであるが、37形とは異なりシングルポールであった。

## 北大阪電気鉄道・新京阪鉄道時代
開業から2年後の1923年、北大阪電気鉄道は京阪電気鉄道の子会社である新京阪鉄道に買収された。1形は新京阪の部内呼称としてP-1（PはPassenger Carの略）と呼ばれることとなった。
新京阪は1928年の本線の開通に先立って1500Vへの昇圧が実施されるが、P-1は昇圧工事の対象外となり、他線へ移動した。1・2・4の3両は信貴生駒電鉄へ譲渡され51 - 53となり、残る3・5 - 8の5両は愛宕山鉄道へ貸与された。

## 愛宕山鉄道時代
愛宕山鉄道は嵐山駅 - 清滝駅間の平坦線と、清滝駅 - 愛宕駅間の鋼索線からなる路線で、愛宕山参詣への輸送手段として建設された。1929年の平坦線開業に合わせ、新京阪から1形の5両が貸与された。同年6月には鉄道省監督局の指導により新京阪所属の各形式に記号が割り振られ、1形は「デハ」となり、同時に車番も3・5 - 8から1 - 5に改番された。その後、1935年10月10日付けで愛宕山鉄道に譲渡された。
1936年製作の日独合作映画『新しき土』では、ヒロインの光子役を演じる原節子が4号に乗るシーンが映し出されている。このシーンのロケ地は鳥居本駅であると推定されている。
愛宕山鉄道は第二次世界大戦中の不要不急線に指定され、1944年に廃止となり、車両は再び余剰となった。

## 度重なる流転
愛宕山鉄道の廃止に伴い、同社に譲渡された本形式5両は、戦時統合で阪神急行電鉄と合併していた元京阪の大津線区と京福電気鉄道の福井支社に譲渡されることとなった。両社とも愛宕山鉄道の親会社である。本章では、旧愛宕山鉄道引継車及び先に信貴生駒電鉄に譲渡された車両も含めて、再譲渡後の本形式の動向を紹介する。

### 京阪1型
1 - 3は京阪電気鉄道に譲渡され、石山坂本線で使用された。
石山坂本線の沿線には、南部に軍需工場が立地し、北部は大津連隊や大津海軍航空隊といった軍事施設を連絡する路線であった。従来、石山寺駅 - 坂本駅間の直通運転は、三井寺駅以北の各駅に低床ホームを設けて、路面電車タイプの車両が直通運転を行う形で1931年から実施された。ところが、直通運転に充当された車両が大津電車軌道引継の老朽木造単車であったことから乗客数の伸びに対処できなくなったために1944年4月から低床車の直通運転区間を近江神宮前駅までに短縮し、浜大津駅に仮設の高床ホームを設けて、ラッシュ時には高床車が浜大津駅まで乗り入れることとなった。輸送力増強への取組は継続して行われ、浜大津駅以南の各駅にも仮設の高床ホームの建設を進める一方、高床車の増備として1945年3月に本形式のうち1 - 3の3両を割り当てられ、釈迦堂車庫から錦織車庫に搬出されて入線した。
移籍後の本形式は、ねじ式連結器とバッファーを取り外した以外は大きく手を加えられることはなく、直後の同年5月に入線した元阪急34形の5型5とともに輸送力の増強に貢献、6月からはラッシュ時における高床車の運行区間を粟津駅まで延長した。戦後も高床車の全線運行に向けた工事は継続され、1947年1月には残る石山寺駅までの区間も完成し、本形式も100型とともに坂本駅から石山寺駅までの全線直通運用に充当された。この時点で石山坂本線の運用は高床車の本形式及び100型と、5・20・30型のボギー車各形式をはじめとした路面電車スタイルの各形式の運用に二分化されたことになる。
同年8月7日未明に発生した四宮車庫火災で当時の京津線の主力であった50・70型を中心に22両が被災したことから、低床ホーム区間で使用可能な車両が不足する状況となったため、20・30型が京津線に転出、石山坂本線の運行は本形式や100型を中心に廃車予定の単車と5形によってまかなわれることとなった。それでも車両が不足することから阪急で余剰となった34・35と阪急1形14・15が同年秋に応援入線して急場をしのぎ、京阪の分離再独立後の翌1950年には阪急1形のうち11 - 13と16 - 18の6両が転入して同形は合計8両となった。この時点で車両不足解消に一定のめどをつけるとともに、老朽単車の全廃を実施、石山坂本線のボギー車化を完了した。また、塗色も転入当初の茶色系から、1951年までに当時の京阪の標準色であったクリームとライトブルーのツートンカラーに変更されている。
その後の本形式は、坂本駅の低床ホーム高床化工事完成後に石山坂本線の車両を14m級の3扉車で揃えることになったことから、5型全廃前後の1953年8月に全車京津線に転出し、小型であるがゆえに朝ラッシュ時の急行や夏季水泳客や冬季スキー客輸送用の特急に充当された。しかし、京津線の施設改良工事が行われ、急行用に京阪本線から200型が転入した1954年以降は運用機会が減少し、1957年の260型登場後は再び石山坂本線に復帰して予備車となり、翌1958年には救援車となった1以外は休車となって、1959年12月に全車廃車された。

### 京福電気鉄道福井支社ホサハ51形
4・5の2両は京福電気鉄道に譲渡され、福井支社の永平寺線で使用された。電装解除、台車の1067mm軌間対応を行い、連結器は自動連結器に交換されている。京福入線後は電動車に牽引されるトレーラーとして運行されていたが、1965年9月に廃車された。

### 信貴生駒電鉄デハ51形
信貴生駒電鉄には1・2・4の3両が1926年8月15日付で譲渡され、デハ51形51 - 53となった。3両はその後集電装置を独特な形のYゲルに取り替えられた以外は大きな改造も実施されずに、同社オリジナルのデハ1形とともに運行されていた。その後、近鉄からモ200形を借り入れるようになると、本形式は1950年代後半以降は予備車的な存在となり、1959年初めには廃車状態で留置されていた。1964年10月の信貴生駒電鉄の近鉄合併以前に姿を消している。